# Santa Maria in Aquiro (diaconia)
La diaconia di Santa Maria in Aquiro (in latino: Diaconia Sanctæ Mariæ in Aquiro) fu assegnata ai diaconi da papa Agatone intorno al 678. Secondo quanto riportato sul Liber Pontificalis, papa Gregorio II trasformò l'oratorio di questa diaconia in basilica e la fece decorare con pitture. La basilica sorse nella IX Regione di Roma. Questo titolo cardinalizio era conosciuto anche come Santa Maria in Acyro o Santa Maria in Ciro.

## Titolari
- Cosma (o Conte, o Comte) (1088 - circa 1125)
- Cosma (1125 - 1126 ? deceduto)
- Rodolfo degli Armanni della Staffa (1125 -1130 ? deceduto)
- Vassalo (circa 1130 - 1134 nominato cardinale diacono di Sant'Eustachio)
  - Gregorio Otone (29 marzo 1130 - ?), pseudocardinale dell'antipapa Anacleto II
- Ivone (o Yves, o Yvone), C.R.S.V. (circa 1135 - 27 maggio 1138 nominato cardinale presbitero di San Lorenzo in Damaso)
- Pietro (1140 - circa 1145 ? deceduto)
- Cenzio (o Cencio) (prima del 10 maggio 1151 - 20 febbraio/1º marzo 1152 nominato cardinale presbitero di San Lorenzo in Lucina)[1]
- Guido (dicembre 1155 - 1158 ? deceduto)
- Milo (?) (o Guido) (febbraio 1159 - 1161 ? deceduto)
- Milo (18 febbraio 1160 - 1160 ? deceduto)
  - Giovanni (1160 - circa 1161), pseudocardinale dell'antipapa Vittore IV
  - Gerardo (1161 - 1173), pseudocardinale degli antipapi Vittore IV, Pasquale III e Callisto III
- Pietro Gaetani (1164 - 1165 ? deceduto)
- Pietro de Bono, C.R.S. Maria di Reno (15 dicembre 1165 - settembre 1173 nominato cardinale presbitero di Santa Susanna)
- Gregorio Crescenzi (12 marzo 1188 - 1200 nominato cardinale presbitero di Santi Vitale, Valeria, Gervasio e Protasio)
- Pietro Collevaccino (18 febbraio 1212 - 1216 nominato cardinale presbitero di San Lorenzo in Damaso)
- Niccolò (dicembre 1216 - 1227 deceduto)
  - Vacante (1227 - 1278)
- Giacomo Colonna titolo pro illa vice, in commendam (12 marzo 1278 - 10 maggio 1297)
  - Vacante (1297 - 1316)
- Bertrand de Montfavès (17 dicembre 1316 - 1º dicembre 1342 deceduto)
  - Vacante (1342 - 1361)
- Étienne Aubert iuniore (17 settembre 1361 - 22 settembre 1368 nominato cardinale presbitero di San Lorenzo in Lucina)
  - Vacante (1368 - 1383)
  - Pierre de Fétigny (23 dicembre 1383 - 5 novembre 1392 deceduto), pseudocardinale dell'antipapa Clemente VII
  - Vacante (1392 - 1397)
  - Jofré de Boïl (22 settembre 1397 - 7 novembre 1400), pseudocardinale dell'antipapa Benedetto XIII
  - Vacante (1400 - 1480)
- Giovanni Colonna (giugno 1480 - 26 settembre 1508 deceduto)
- Luigi d'Aragona in commendam (26 settembre 1508 - 25 maggio 1517)
- Guillaume de Croÿ (25 maggio 1517 - 6 gennaio 1521 deceduto)
  - Vacante (1521 - 1535)
- Gasparo Contarini (31 maggio 1535 - 15 settembre 1535); titolo pro illa vice (15 settembre 1535 - 19 settembre 1535 nominato cardinale presbitero dei Santi Vitale, Valeria, Gervasio e Protasio)
- Marino Ascanio Caracciolo (15 novembre 1535 - 28 gennaio 1538 deceduto)
- Ippolito II d'Este (10 novembre 1539 - 8 ottobre 1564); titolo pro illa vice (8 ottobre 1564 - 13 aprile 1565 nominato cardinale diacono di Santa Maria Nuova)
- Benedetto Lomellini (15 maggio 1565 - 7 settembre 1565 nominato cardinale presbitero di Santa Sabina)
- Zaccaria Delfino titolo pro illa vice (7 settembre 1565 - 15 aprile 1578 nominato cardinale presbitero di Santo Stefano al Monte Celio)
  - Vacante (1578 - 1584)
- Antonmaria Salviati (9 gennaio 1584 - 20 aprile 1587 nominato cardinale presbitero di Santa Maria della Pace)
  - Vacante (1587 - 1596)
- Pompeo Arrigoni (21 giugno 1596 - 24 gennaio 1597 nominato cardinale presbitero di Santa Balbina)
  - Vacante (1597 - 1624)
- Lorenzo Magalotti (cardinale) (13 novembre 1624 - 16 dicembre 1624); titolo pro illa vice (16 dicembre 1624 - 28 febbraio 1628 nominato cardinale presbitero dei Santi Giovanni e Paolo)
- Antonio Barberini iuniore (28 febbraio 1628 - 24 novembre 1632 nominato cardinale diacono di Sant'Agata alla Suburra)
- Jan Olbracht Waza, S.I. (20 dicembre 1632 - 29 dicembre 1634 deceduto)
  - Vacante (1634 - 1643)
- Paolo Emilio Rondinini (31 agosto 1643 - 14 maggio 1655 nominato cardinale diacono di San Giorgio in Velabro)
- Friedrich von Hessen-Darmstadt (31 maggio 1655 - 30 marzo 1661 nominato cardinale diacono di San Cesareo in Palatio)
- Giacomo Franzoni (19 aprile 1661 - 14 gennaio 1669 nominato cardinale diacono di Santa Maria in Cosmedin)
- Lazzaro Pallavicino (19 maggio 1670 - 8 novembre 1677 nominato cardinale presbitero di Santa Balbina)
  - Vacante (1677 - 1681)
- Michelangelo Ricci (17 novembre 1681 - 12 maggio 1682 deceduto)
  - Vacante (1682 - 1686)
- Gasparo Cavalieri (30 settembre 1686 - 12 novembre 1689 nominato cardinale diacono di Sant'Angelo in Pescheria)
- Gianfrancesco Albani (10 aprile 1690 - 22 maggio 1690 nominato cardinale diacono di Sant'Adriano al Foro, poi eletto Papa Clemente XI)
- Lorenzo Altieri (27 novembre 1690 - 8 giugno 1707 nominato cardinale diacono di San Nicola in Carcere)
  - Vacante (1707 - 1716)
- Carlo Maria Marini (5 febbraio 1716 - 23 giugno 1738 nominato cardinale diacono di Santi Vito, Modesto e Crescenzia)
- Carlo Maria Sacripante (16 novembre 1739 - 29 maggio 1741 nominato cardinale diacono di Santa Maria in Portico)
  - Vacante (1741 - 1743)
- Alessandro Tanara (23 settembre 1743 - 29 aprile 1754 deceduto)
  - Vacante (1754 - 1759)
- Marcantonio Colonna (19 novembre 1759 - 19 aprile 1762 nominato cardinale presbitero di Santa Maria della Pace)
- Andrea Negroni (22 agosto 1763 - 5 giugno 1765 nominato cardinale diacono di Santi Vito, Modesto e Crescenzia)
  - Vacante (1765 - 1775)
- Pasquale Acquaviva d'Aragona (3 aprile 1775 - 13 dicembre 1779 nominato cardinale diacono di Santa Maria in Cosmedin)
  - Vacante (1779 - 1785)
- Fernando Spinelli (11 aprile 1785 - 3 agosto 1789 nominato cardinale diacono di Sant'Angelo in Pescheria)
  - Vacante (1789 - 1818)
- Francesco Guidobono Cavalchini (25 maggio 1818 - 5 dicembre 1828 deceduto)
  - Vacante (1828 - 1832)
- Mario Mattei (17 dicembre 1832 - 22 luglio 1842 nominato cardinale presbitero di Santa Maria degli Angeli)
  - Vacante (1842 - 1853)
- Domenico Savelli (10 marzo 1853 - 30 agosto 1864 deceduto)
  - Vacante (1864 - 1868)
- Annibale Capalti (16 marzo 1868 - 18 ottobre 1877 deceduto)
- Antonio Pellegrini (31 dicembre 1877 - 2 novembre 1887 deceduto)
  - Vacante (1887 - 1896)
- Luigi Macchi (14 febbraio 1889 - 30 novembre 1896 nominato cardinale diacono di Santa Maria in Via Lata)
  - Vacante (1896 - 1901)
- Francesco Salesio Della Volpe (18 aprile 1901 - 5 novembre 1916 deceduto)
- Louis-Ernest Dubois, titolo pro illa vice (7 dicembre 1916 - 23 settembre 1929 deceduto)
  - Vacante (1929 - 1935)
- Federico Cattani Amadori (19 dicembre 1935 - 11 aprile 1943 deceduto)
  - Vacante (1943 - 1946)
- Pierre-André-Charles Petit de Julleville, titolo pro illa vice (22 febbraio 1946 - 10 dicembre 1947 deceduto)
  - Vacante (1947 - 1953)
- Carlos María Javier de la Torre, titolo pro illa vice (15 gennaio 1953 - 31 luglio 1968 deceduto)
- Mario Casariego y Acevedo, C.R.S., titolo pro illa vice (30 aprile 1969 - 15 giugno 1983 deceduto)
  - Vacante (1983 - 1985)
- Antonio Innocenti (25 maggio 1985 - 29 gennaio 1996); titolo pro illa vice (29 gennaio 1996 - 6 settembre 2008 deceduto)
  - Vacante (2008 - 2010)
- Angelo Amato, S.D.B. (20 novembre 2010 - 3 maggio 2021); titolo pro illa vice (3 maggio 2021 - 31 dicembre 2024 deceduto)